# Klaverens hus
Klaverens hus – centrum för svensk klaverkultur är ett privat musikmuseum, med musikforskaren Eva Helenius som initiativtagare. Det drivs av den 1998 grundade Föreningen Klaverens Hus. Pianomuseet ligger sedan 2015 i Tierps kommun i Uppland.
Klaverens hus, som inrymt i det tidigare Folkets hus i Lövstabruk, är ägnat att bevara minnena av svensk musikinstrumentindustri, med fabriker för tillverkning av pianon, flyglar, tramporglar och pianolor. Fokus ligger på perioden från 1850 till 1987, då de tre sista fabrikerna i Sverige stängde. 
Museet bevarar omkring 570 instrument, av vilka ett flertal är spelbara och används vid konserter. Klaverens Hus samlingar av industriminnen kommer från sju större svenska fabriker och ett flertal smärre. Ett av instrumenten är en praktflygel med stomme i mahogny, som byggdes av J.G. Malmsjös Pianofabrik i Göteborg inför Konst- och industriutställningen i Sankt Petersburg i Ryssland 1908.